# Bernard Brindel
Bernard Brindel (* 23. April 1912 in Chicago; † 13. Mai 1997 in San Francisco) war ein US-amerikanischer Komponist, Musikpädagoge und Geiger.
Brindel unterrichtete fast siebzig Jahre lang Musikgeschichte, -theorie und Komposition u. a. am Chicago Musical College, dem Morton College in Cicero, beim National Music Camp  in Interlochen und an der New Trier Extension in Winnetka. Viele seiner zahlreichen Schüler wurden erfolgreiche Orchestermusiker oder Solisten. Er wirkte zudem als Musikdirektor an den Tempeln Beth Israel und Beth Israel in Chicago und Beth Hillel in Wilmette, außerdem an der First Baptist Church in Waukegan bei der Chicago Jewish People Choral Society.
Als Komponist wurde Brindel u. a. mit Preisen des American Music Center, des Illinois Arts Council und der American Federation of Music ausgezeichnet. Er komponierte Kammermusik und Vokalwerke ebenso wie große Orchesterwerke. Für viele seiner Lieder verfasste seine Frau, die Lyrikerin June Rachuy Brindel, die Texte. Ein Teil seiner liturgischen Werke wurde von seinem Bruder Harold Brindel, Kantor an der West Suburban Synagogue in River Forest, aufgeführt.
Brindel war in der amerikanischen Bürgerrechtsbewegung aktiv. Er nahm an Martin Luther Kings Marsch auf das Rathaus in Chicago (1966) teil und beteiligte sich an zahlreichen Demonstrationen gegen den Vietnamkrieg.